# 機械化軍隊
『機械化軍隊』（きかいかくんたい）は、ゲームボーイアドバンス用リアルタイムシミュレーションゲーム。
2001年11月30日発売。
開発ウィル、制作・発売コトブキシステム。
希望小売価格は税込6090円、初回限定としてオリジナル迷彩カラーのゲームボーイアドバンスカートリッジケースが付属した。
海外では『Mech Platoon』のタイトルで販売された。

## ゲームの概要
ゲームシステムは、パソコンゲームで一般的なリアルタイムストラテジーの形式を踏襲している。
俯瞰視点を基本として、自軍の自動行動を行う兵器（ユニット）を生産、およびその兵器に命令を行い、敵対する勢力を撃破することを基本目標とする。
ゲーム内には三つの勢力が存在しており、選択した勢力の性質によってユニットの能力にボーナスが発生する。
レオン格闘戦以外のユニットの攻撃範囲が広い
トランプラ高速移動が可能
ミノスユニットのHPにボーナス
シナリオモードは選択した勢力以外の二つの勢力とその後に現れる勢力との戦闘の合計20ステージを進めていくモード。
対戦モードではコンピュータ、または対戦ケーブルによる二人での対戦が可能。

### 資源の採掘
マップ上には「マテリアルロック」「エナジーサンド」「レーザークリスタル」の三つの鉱物資源が点在しており、これを「レイバー」と呼ばれるユニットで採掘することで資源を獲得する。
この資源は施設の建設、兵器の生産およびパワーアップなどに必要となる。

### 施設の建設
必要な資源を保有している場合、各種の施設を建設することができる。この施設はゲーム上のマップでユニットが移動できる場所なら自由に施設の位置を設定することができる。
　
ベースキャンプ基本となる施設。これの破壊が最終的なゲームの目標となる。また「レイバー」ユニットの生産および技術レベルの向上もこの施設で行う。
採掘基地採掘した資源を保持する。資源を採掘した「レイバー」はその資源をベースキャンプまたは採掘基地に輸送する
軍事工場レイバー以外のユニットを生産する
リサイクル施設三種類ある資源を別の資源に変換することができる
研究所ユニットのパワーアップを行う
レーザー砲台敵性のユニットが近づいた場合に自動で攻撃する
???技術レベルをすべて3にすると建設できる施設。建設には多くの資源と時間が必要であるが、ほぼ無条件でゲームを勝利できる。

### 兵器の生産
軍事工場を建設したあと、資源を消費することによって攻撃力を持ったユニットを生産できる。ユニットの種類ごとに必要な資源の量は決まっている。
兵器は最終的には50余りの種類が存在するが、基本となる数種類以外は、ゲーム中の各ステージで敵を撃破した際に残る「スクラップ」を回収することで生産が可能となる。ステージ開始前にその50余りの種類の中から8種類を選択する。

### 兵器のレベルアップ
ユニットは複数の方法で性能の向上を行うことができる。
一つ目は、ユニット自体にバージョンアップ版が存在する場合、施設「研究所」で資源を消費することによりそのバージョンアップ版を使用することができるようになる。
二つ目はユニットを構成しているパーツの性能を向上させることにより、特定の分野（移動力、攻撃力、防御力）の能力を上げる方法である。この方法は共通のパーツから成り立っているユニットについては同時に性能が向上する。
ただしこのパワーアップを行うには「技術レベル」の向上（ベースキャンプの機能）が必要となる。

## リアルタイムストラテジーとしての特色と制限
- 兵器の性能向上について、単純なパワーアップではなく、パーツ単位でのパワーアップを導入しており、複数の方法での性能向上、および編成によるパワーアップの効果バリエーションが展開される。
- レイバーユニットは採掘の際に常に鉱物資源と建築物（ベースキャンプ、採掘基地）の間を往復する。これにより、建築物との位置関係で採掘量、ひいてはゲーム展開自体に幅ができる。また、レイバーユニット同士の衝突があるため、効率の良いレイバーユニット運用を心がける必要がある。

ゲームボーイアドバンスの能力から以下のような一般のリアルタイムストラテジーと比べての制限事項が存在する。
- マップが狭く、視界制限が存在しない
- 建設・生産の限界がリソース量のみで制限される（電力などの概念がない）
- ユニット数は最大30体、1対1のスタイルでの対戦のみ
- 一人用のモードではCPUが生産を行わない。マップに突如現れる支援の形で新しいユニットが登場する
- コンピュータの思考が「ユニットの周り一定範囲内に進入すると行動開始」のパターンが多い。
- 目的地への移動は単純なアルゴリズムで、障害物の迂回が苦手である。